# Виповзки
Ви́повзки — село в Україні, у Ташанській сільській громаді Бориспільського району Київської області. Населення становить 526 осіб.

## В складі Ташанської сільської громади
Виповзки було одним з перших сіл, які увійшло до Ташанської громади. Увійшло до Ташанської громади 30 червня 2019 року. Розвиток в 2020 році не відбувався через не включення громади до держбюджету. За рахунок та сприяння громади в 2021 році у Виповзькій школі було встановлено пожежну сигналізацію. В жовтні 2021 року встановлено "Активний парк" Ташанської громади у Виповзках. В 2022 році проведено капітальний ремонт дороги по вулиці Квіткова.

## Освіта
Також до Виповзького гімназії підвозять дітей 5-9 класів з Малої Каратулі та Воскресенського, через пониження ступеню Малокаратульського освітнього  закладу до рівня початкова школа. Підвозять(?)Учні з с. Помоклі 1-9 класів, але не всіх, дехто навчається у Полого-Вергунівському ліцеї. У школу було поставлено також ноутбуки завдяки сприянню громади.

## Медицина
У селі функціонує ФАП, амбулаторія знаходиться у Помоклях та Ташані.
У 2023 році заплановано ремонт будинку культури та ремонт харчоблоку гімназії. Розробляється генеральний план населеного пункту.

## Географія
Село Виповзки розташоване в Південно-Східній частині Київської області за 15 км від міста Переяслав та за 25 км кілометрів від залізничної станції Яготин.

## Історія
Перепис села Виповзки був здійснений ще в далекому 1768 році, про що свідчать документи в Центральному державному історичному архіві України
1910 - село Виповзки (з х.х.Копиленка і Дубровської) Помоклівської волості Переяславського повіту Полтавської губернії, 219 господарств, 1308 осіб обох статей з найманими робітниками.
Станом на 1930 рік в селі Виповзки було 238 дворів та мешкав 1541 житель. 1930 людей насильно зігнали у колгосп «Червоний шлях». Під час примусової колективізації 6 сімей незаконно позбавлено майна та депортовано (мовою совєцького криміналу — розкуркулено). Під час штучного голодомору комуністи убили 600 осіб, поіменно встановлено 467 чоловік, причому 1932 убито 43 жителі, 1933-го — 424. Поховані загиблі на сільському кладовищі.
У селі в 2012 відновлена Свято-Троїцька церква УПЦ КП (нині ПЦУ). Була освячена Патріархом Київським та всієї Руси-України Філаретом.
Про історію походження села існує легенда, нібито ще в сиву давнину по річці Сувгиря ішов корабель, який зазнав аварії в цій місцевості і почав тонути. Пасажири, які на ньому були, врятувалися вплав і виповзли з води на берег, де й спорудили собі якісь тимчасові житла. А поселення, засноване людьми, які буквально виповзли з води, згодом почали називати Виповзки. Існує ще одна досить типова версія: нібито у другій половині 17 ст. тут оселився козак на ймення Виповзок. Від того і назва села пішла.  
Виповзки — козаче село. Адже із заходу на південний схід повз нього проходив відомий Лубенський шлях — на той час головна дорога, якою пересувалися козацькі війська, йдучи із півдня на війну з поляками та шведами. Дехто з них, повертаючись з походу, й оселився у навколишніх місцях, що їм сподобалися. За переказами, одними в перших нинішні Виповзки заселили козаки Чепіга, Нестеренко, Кочубей. 
Є на мапі 1787 року

Братська могила солдат Радянської Армії, які загинули в роки Другої світової війни, село Виповзки, біля клубу

До революції 1917 року навколишні землі належали пану Гурлаку. На ту пору в селі налічувалось 300 дворів, 2500 жителів. В селі була своя пристосована школа, де вчили дітей російською мовою. У 1927 році громада Виповзок спорудила окремі приміщення для школи та сільського клубу. У 1929 році тут організований колгосп «Червоний Жовтень». Найбільшого розквіту село зазнає, як не дивно, в останні роки періоду так званого розвинутого соціалізму. У 1987 році місцевий колгосп, на той час він звався «імені 27-го з'їзду КПРС», очолив Віктор Ларіонович Глоба. У продовж наступних шести років Виповзки активно розбудовувалися: в селі проведена газифікація, зроблені дороги з твердим покриттям, споруджено цілий рад громадських приміщень колгоспу, зводиться житло для молодих спеціалістів. У цей же час будується і приміщення нової сучасної школи. Нині там же працює і дитячий садок. Після реформування колективного господарства сільсько — господарське виробництво села переживало період занепаду. Відродження почалося з 2006 року, коли паї селян взяв в оренду керівник уже нової генерації Олександр Ярема. 
Адміністративно територія Виповзок належала до Помоклівської спочатку волості, а тоді сільської ради. Окрема Виповзька сільська рада була утворена відповідно до рішення Київської обласної ради у вересні 1990 року. З 2020 року належить до Ташанської сільської громади. На сьогодні кількість жителів села становить 506 жителів.